# Mitsubishi Lancer Evolution
Mitsubishi Lancer Evolution (kolokvijalno Lancer Evo ili Evo) je model automobila japanskog proizvođača vozila Mitsubishi Motors. Od početka proizvodnje 1992., izmijenjeno je deset verzija autmobila, od koji je svaka označena običnom rimskom brojkom.

## Motosport
U reli utrkama, model je bio odličan. Automobil grupe A koji se je uz manje preinake uspješno nosio s aumobilima klase WRC, od 1997. do 2001. U modelu Mitsubishi Lancer Evolution, finski vozač Tommi Mäkinen je postao svjetski prvak u reliju četiri godine za redom (1996., 1997., 1998., 1999.), dok je momčadski naslov osvojen samo sezone 1998., uz pomoć momčadskog kolege Richard Burnsa. Na kraju sezone 2001. tvrtka je izbacila prvi model klase WRC, Lancer Evolution WRC, koji je zamijenio Lancer Evo u daljnjem natjecanju.